# Trochosa albopunctata
Trochosa albopunctata är en spindelart som först beskrevs av Cândido Firmino de Mello-Leitão 1941.  
Trochosa albopunctata ingår i släktet Trochosa och familjen vargspindlar. Inga underarter finns listade i Catalogue of Life.